# 山田ジャパン
山田ジャパン（やまだじゃぱん）は、日本の劇団、コメディユニット。

## 概要
2008年、日本演出者協会主催の「若手演出家コンクール2007」優秀賞受賞メンバーを中心に旗揚げ。独特のコメディー感と哲学感で構築された演劇を数多く発表し続けている。
劇団の主宰であり、2019年にはNetflix配信『全裸監督』の脚本を手掛けた演出家・山田能龍を筆頭に、いとうあさこを始めとする個性豊かな劇団員が名を連ねる。
旗揚げ以来、毎年のように新作を生み出し続け、2012年『盗聴少年』にて 大阪進出を果たし、2018年～2019年に渡り『消去！魔法の絨毯！』『9でカタがつく』『ＨＥＹ！ポール！』（再演）と三連打公演を成功させ、劇団結成10周年を迎える。
その後もコンスタントに公演を打ち続け、本多劇場や六行会ホールなど老舗劇場にも進出。現在15周年を迎えた。

## メンバー
- 山田能龍
- いとうあさこ
- 羽鳥由記
- 横内亜弓
- 長江愛実
- 猪山菜摘
- 金子美紗
- 西雲アキラ
- 高島麻利央
- 今井海斗
- 岡本滉祐
- 千田智弘
- 茶井ハヤト
- 布施勇弥
- 宗藤将矢
- 二葉勇
- 二葉要
- 佐藤宙輝
- 竹内希実

## 公演

### 2008年
- 『ゲーセン下ル』（作・演出：山田能龍、2008年6月25日 - 29日、下北沢楽園）

### 2009年
- 『底の模様を覚えた人達』（作・演出：山田能龍、2009年1月21日 - 25日、下北沢｢劇｣小劇場）
- 『海を渡れ!元通りを目指して!』（作：演出、山田能龍、2009年5月8日 - 12日、下北沢｢劇｣小劇場）
- 『八つ当たりに丁度いい顔』（作・演出：山田能龍、2009年10月30日 - 11月3日、新宿タイニイアリス）

### 2010年
- 『ソリティアが無くなったらこの世は終わり』（作・演出：山田能龍、2010年3月17日 - 22日、新宿サンモールスタジオ）
- 『あそび』（作・演出：山田能龍、2010年7月14日 - 20日、新宿サンモールスタジオ）
- 『2WEEK コンタクト～まだ使えると思ふ～』（作・演出：山田能龍、2010年10月23日 - 11月1日、新宿サンモールスタジオ）

### 2011年
- 『いいえ、ヴィンテージです』（作・演出：山田能龍、2011年4月1日 - 5日、新宿サンモールスタジオ / 4月8日 - 11日、下北沢駅前劇場）
- 『淵の字になって寝る』（作・演出：山田能龍、2011年9月28日 - 10月10日、新宿サンモールスタジオ）

### 2012年
- 『盗聴少年』（作・演出：山田能龍、2012年3月26日 - 4月1日、赤坂RED THEATER / 4月6日 - 8日、梅田HEPHALL）
- 『海を渡れ!元通りを目指して!＜冥＞』（作・演出：山田能龍、2012年11月15日 - 18日、中野HOPE）

### 2013年
- 『HEY!ポール!』（作・演出：山田能龍、2013年6月12日 - 16日、新宿シアターサンモール）
- 『ブルーギルの計画』（作・演出：山田能龍、2013年11月21日 - 24日、大阪ABCホール / 11月27日 - 30日、渋谷大和田伝承ホール）

### 2014年
- 『記者倶楽部』（作・演出：山田能龍、2014年4月2日 - 8日、赤坂RED THEATER / 4月11日 - 13日、大阪ABCホール）
- 『焼けクソの二度焼き～もういちど、引く程の高温で焼いてみよう～』（作・演出：山田能龍、2014年10月9日 - 13日、新宿ゴールデン街劇場）

### 2015年
- 『大渋滞』（作・演出：山田能龍、2015年5月7日 - 13日、赤坂RED THEATER）
- 『矢と豆～ Like a Star, new-one ～』（作・演出：山田能龍、2015年11月18日 - 23日、アトリエファンファーレ高円寺）

### 2016年
- 『ソリティアが無くなったらこの世は終わり』（作・演出：山田能龍、2016年5月11日 - 15日、渋谷CBGKシブゲキ!!）
- 『山田ジャパンと”シバーエガー”EP1』（作・演出：山田能龍、2016年7月23日 - 24日、アトリエファンファーレ高円寺）
- 『山田ジャパンと”シバーエガー”EP2』（作・演出：山田能龍、2016年11月15日 - 17日、下北沢ReGBoX）

### 2017年
- 『とのまわり』（作・演出：山田能龍、2017年2月16日 - 25日、アトリエファンファーレ東新宿）
- 『欲浅物語』（作・演出：山田能龍、2017年10月27日 - 11月5日、渋谷CBGKシブゲキ!!）

### 2018年
- 10周年記念トークライブ『Member's BAR』（2018年4月19日、BAR「Last:order」）
- 『消去！魔法の絨毯！』（作・演出：山田能龍、2018年11月7日 - 11日、サンモールスタジオ）

### 2019年
- 『９でカタがつく』　(作・演出：山田能龍、2019年3月13日 - 17日、新宿村LIVE）
- 『HEY！ポール！』　(作・演出：山田能龍、 2019年7月18日 - 21日、草月ホール）

### 2021年
- 『優秀病棟 素通り科』（作・演出 山田能龍、2021年1月20日 - 27日、本多劇場）
- 若手公演『gimmick』（作・演出 高島麻利央、2021年7月13日 - 19日、下北沢スターダスト）

### 2022年
- 『不安の倒し方について』（作・演出 山田能龍、2022年3月17日 - 27日、新宿シアタートップス）
- 企画公演『工場の夜景のように』（作・演出 山田能龍、2022年7月5日 - 10日、下北沢スターダスト）
- 『にぶいちの失明』（作・演出 山田能龍、2022年11月3日 - 13日、新宿シアタートップス）

### 2023年
- 『とのまわり』（作・演出 山田能龍、2023年10月4日 - 8日、シアター・アルファ東京）
- 『愛称⇆蔑称』（作・演出 山田能龍、2023年3月7日 - 15日、六行会ホール）

### 2024年
- 『大渋滞 2024』（作・演出 山田能龍、2024年9月19日 - 29日、赤坂RED/THEATER）